# 공주 보림사 소장 묘법연화경 권4
공주 보림사 소장 묘법연화경 권4는 대한민국 충청남도 공주시 반포면 마암리, 보림사에 있는 조선시대의 불경이다. 2013년 4월 22일 충청남도의 유형문화재 제227호로 지정되었다.

## 개요
『묘법연화경』은 석가모니 부처님의 설법을 집약한 경전으로서 가장 널리 알려진 대승경전의 하나로 법화경이라고 약칭되며, 『대방광불화엄경』과 함께 한국 불교사상의 확립에 가장 크게 영향을 미친 경전이다.
이 법화경은 요진시대 구마라습(鳩摩羅什)이 번역한 것에 송나라의 계환(戒環)이 주해하고 일여가 집주(集註)한 본을 저본으로 간경도감(刊經都監)에서 왕명을 받들어 국역으로 간행한 목판본이다. 전 7권 가운데 권4만 있는 1책이며, 번역 형식은 세조가 직접 경문에 구결을 달고 번역은 한계희(韓繼禧) 등에 의해서 경본문, 요해와 집주의 내용을 번역하는 방식으로 편성되어 있다. 내용은 전체 28품으로 구성되어 있는데 그 중에서 보림사본 권4에는 견보탑품(見寶塔品 11품), 제파달다품(提婆達多品 12품), 지품(持品 13품)이 수록되었고 본문에는 한글로 토를 달고 국역의 한글에는 방점을 찍었다. 권말에는 각 품으로 나누어 음역(音釋)이 기록되어 있다.
판식은 사주쌍변(四周雙邊)으로 반곽(半郭)의 크기는 21.8×18.8cm이며 반엽을 기준으로 9행이고 1행은 17자씩 새겨져있고 판면에는 계선이 있으며, 판심의 상하(上下)에 대흑구(大黑口)가 있고 그 사이의 상하에 내향(內向)으로 흑어미(黑魚尾)가 있다. 어미 사이에는 ‘법화경(法華經)’이라는 판심제가 있으며, 그 아래로는 ‘권사(卷四)’ 권차(卷次)와 ‘백칠〜이백사(百七〜二百四)’의 장차(張次) 표시가 있다. 지질은 저지(楮紙)이며, 조선초기에 주로 간경도감에서 불경 인출에 사용된 전형적인 인경지(印經紙)이다.
보림사 본은『묘법연화경(妙法蓮華經)』권4 언해본은 간경도감에서 간행된 판본의 형태적 특징이 잘 갖추어 있어서 중세 국어사 및 조선 전기 판본 연구의 자료로서 가치가 있다.

## 같이 보기
- 묘법연화경

## 참고 자료
- 공주 보림사 소장 묘법연화경 권4 - 국가유산청 국가유산포털